# Ravensberg (Harz)

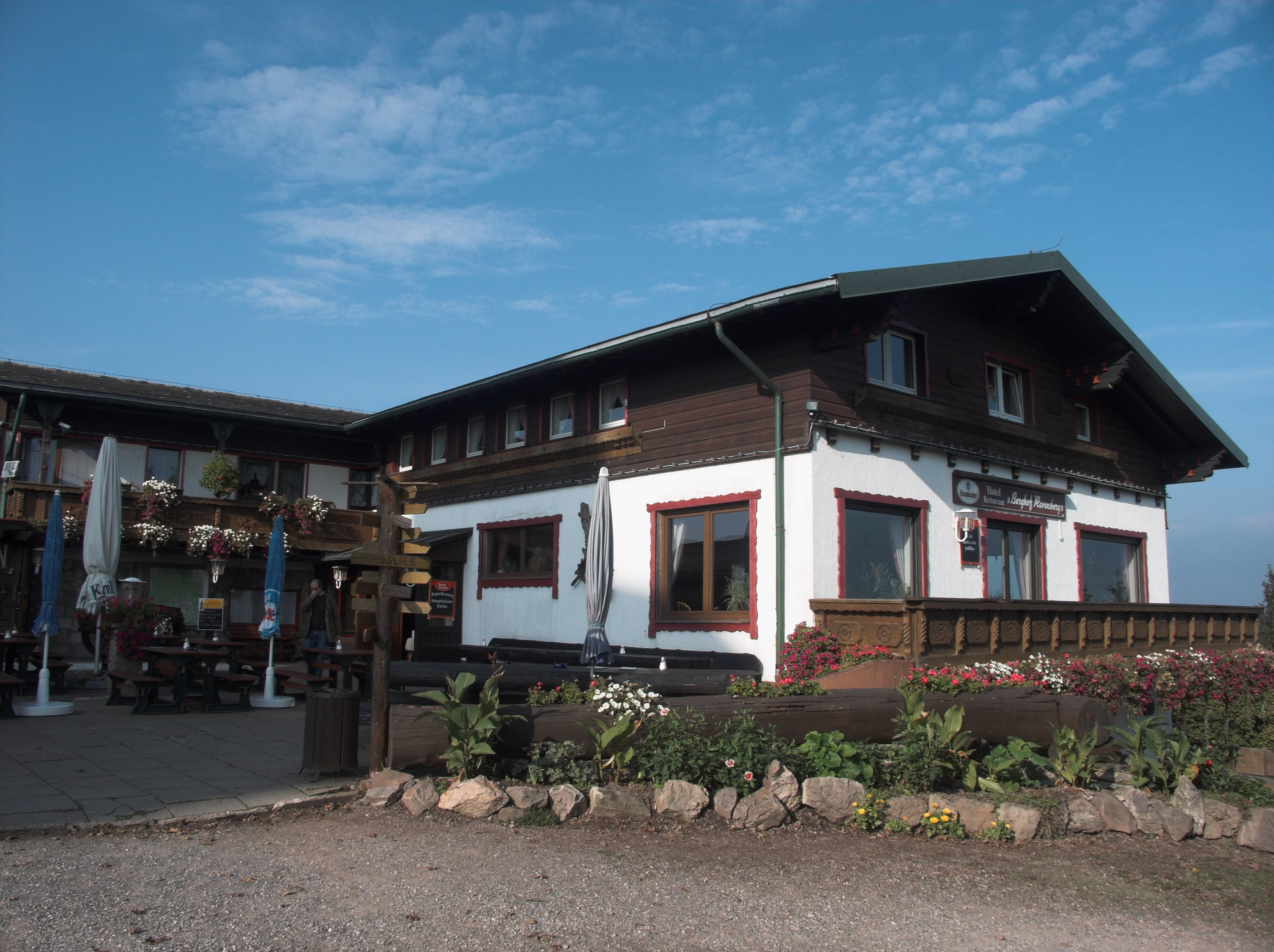
Berghof Ravensberg auf dem Berggipfel

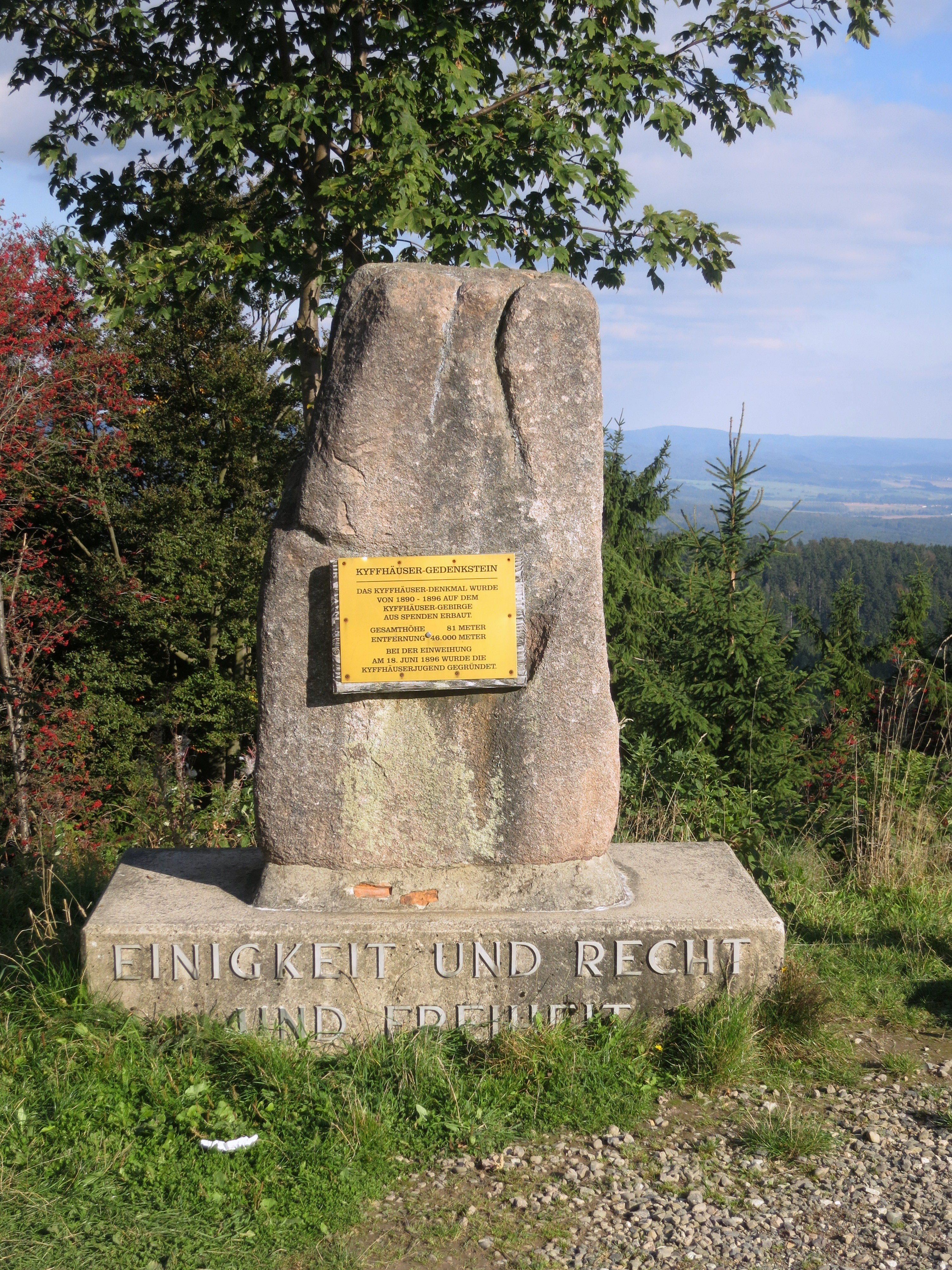
Kyffhäuser-Gedenkstein auf dem Ravensberg

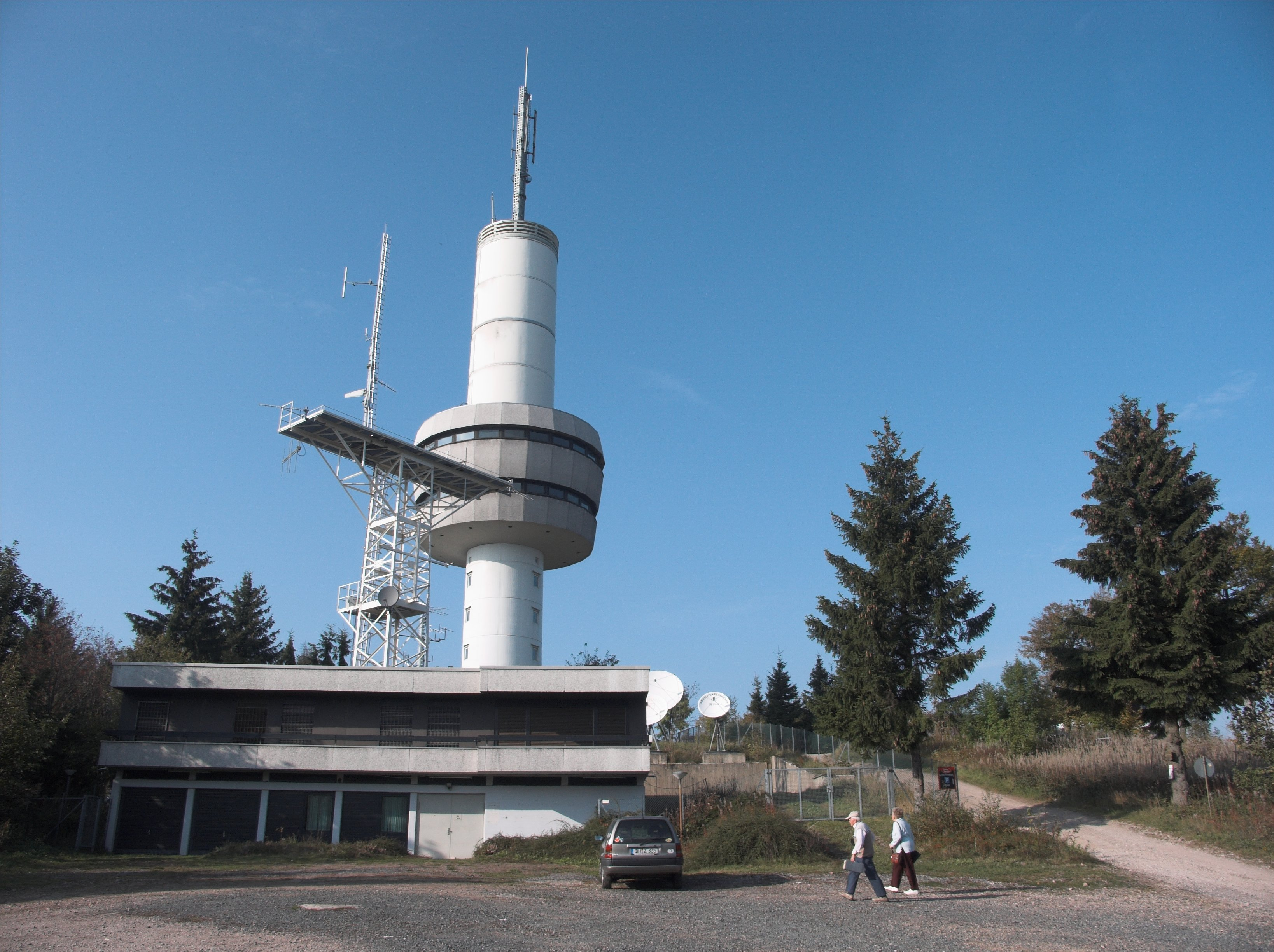
Südostseite des Ravensberggipfels mit Fernmeldeturm

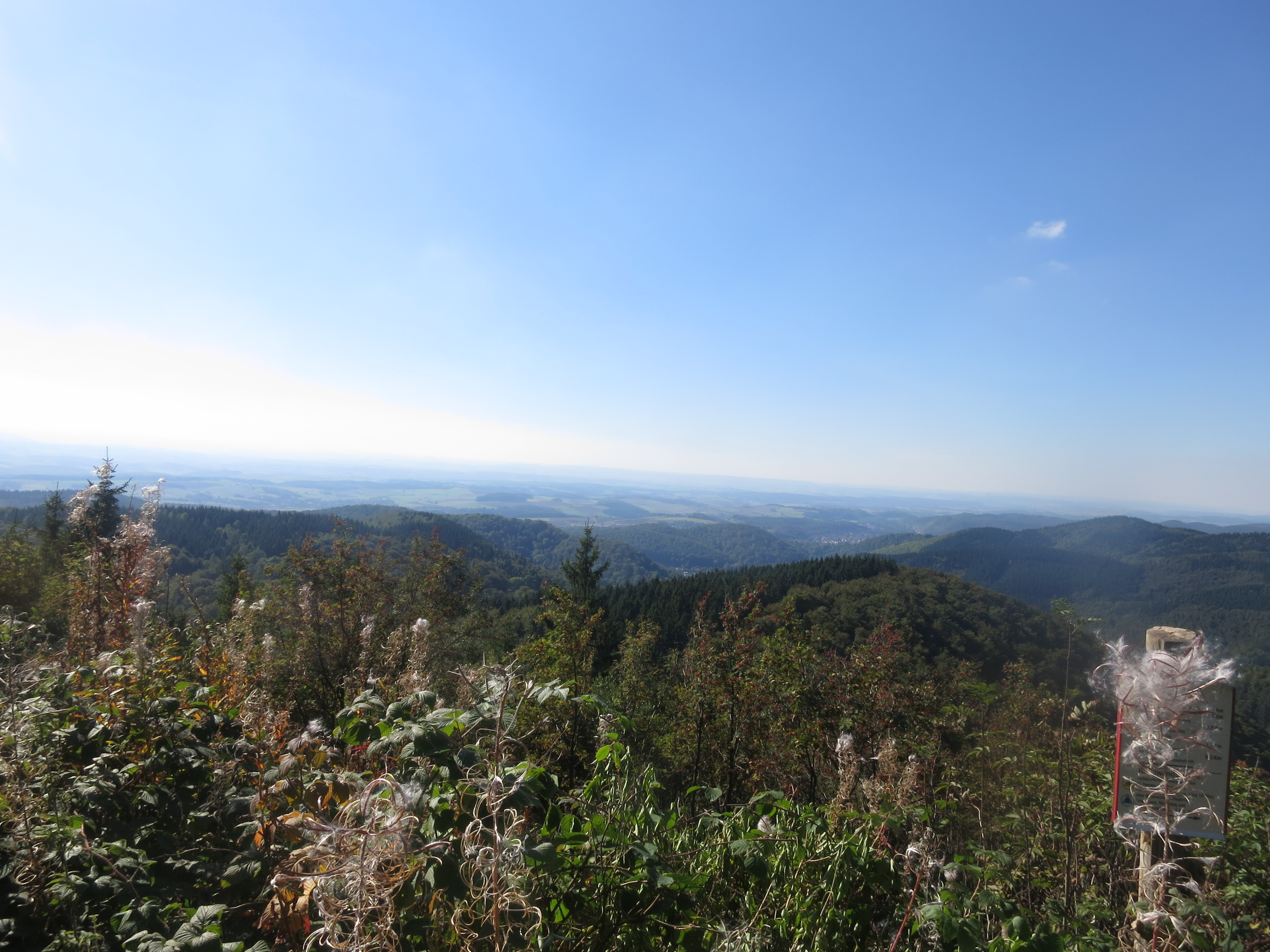
Blick vom Ravensberg westwärts in Richtung Bad Lauterberg

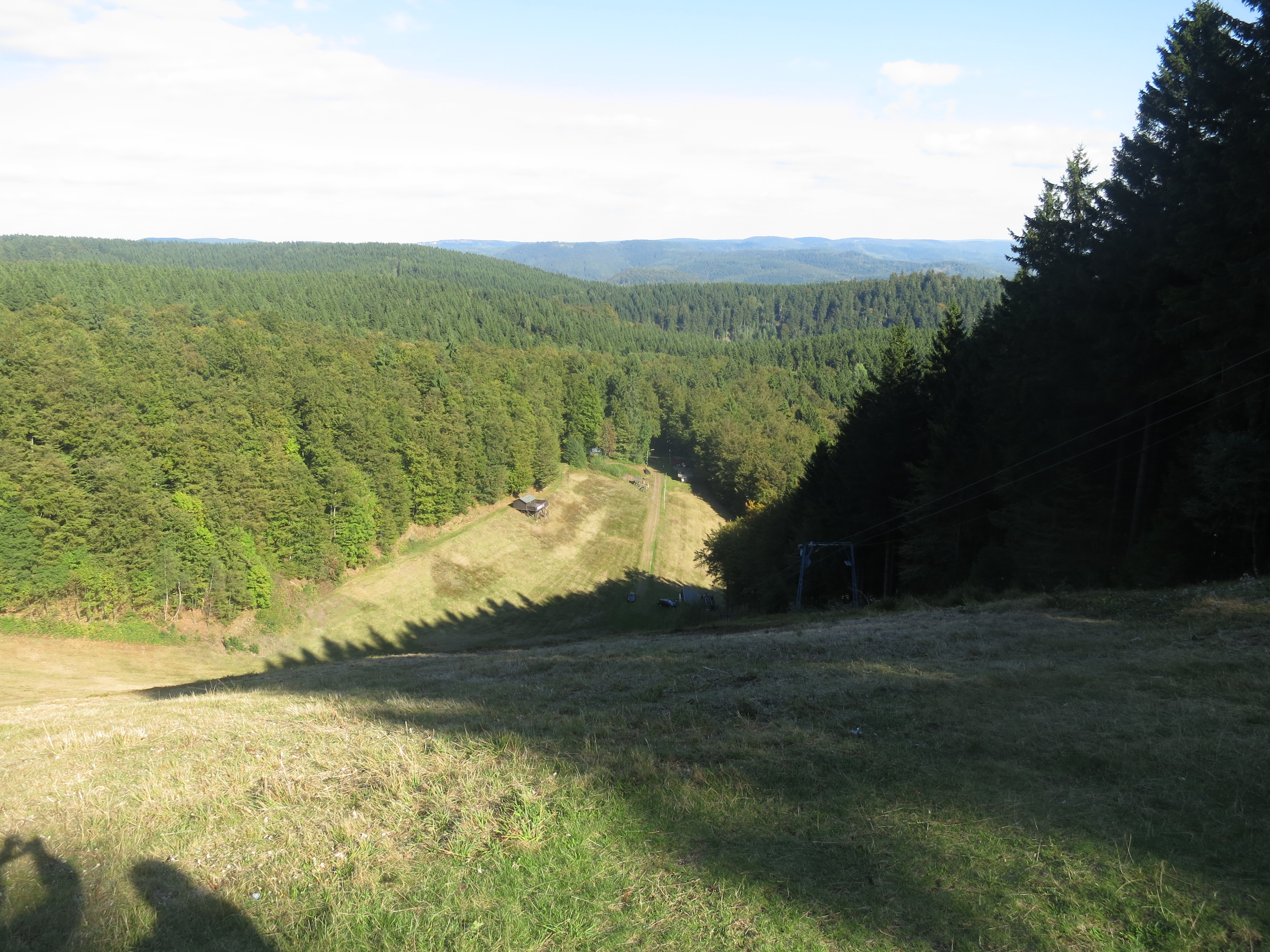
Blick vom Ravensberg ostnordostwärts mit Skipistenhang und Doppelschlepplift

Der Ravensberg im Harz ist ein 659 m ü. NHN hoher Berg bei Bad Sachsa im Landkreis Göttingen in Niedersachsen.
Auf den Ravensberg führt direkt von Bad Sachsa aus eine Straße sowie zahlreiche Wanderwege von Bad Sachsa, Steina, Bad Lauterberg und Wieda.

## Geographische Lage
Der Ravensberg liegt im Südharz im Naturpark Harz. Er erhebt sich etwa 3,5 km nordwestlich von Bad Sachsa, rund 4,5 km östlich von Bad Lauterberg und etwa 4,5 km (jeweils Luftlinie) südwestlich von Wieda. Westlich passiert den Berg die Steina (Steinaer Bach), die dann südwestlich von ihm durch die Steinatalsperre zur Ichte fließt.
Nordöstlich des Gipfels entspringt die Uffe, die den Berg etwas östlich im Ostertal passiert und in die Wieda mündet, sofern diese nicht im Gipskarst versickert. Südwestlich und östlich der Berghochlagen entspringen im Kukanstal (Kuckanstal) und Katzental jeweils Bäche, die kurz nach ihrem Zusammenfluss den südöstlich vom Berg in Bad Sachsa gelegenen Schmelzteich speisen und kurz darauf in die Uffe münden, die Wieda fließt über die Zorge zur Helme, ebenso die Steina-Ichte, d. h. dass der Berg vollständig zum Einzugsgebiet der Helme und somit auch zur Unstrut gehört. Für das Helme-Einzugsgebiet bildet dieser Berg mit seinem Umland bis hin zum Stöberhai den niederschlagreichsten Teil dieser Territorialeinheit, welche für die Wasserversorgung der dicht besiedelten, aber niederschlagsarmen Goldenen Aue unentbehrlich ist.
Der Berg liegt relativ exponiert und ist weithin sichtbar. In der DDR-Zeit war er für die Bürger des Ostharzes, Goldene Aue, Kyffhäuser und Ohm immer der Blick in den „Unerreichbaren Goldenen Westen“.
Er bildet einen wichtigen Teil der Skyline des südlichen Harzes: Wenn man ihn von Süden betrachtet, bildet er faktisch die Grenze zwischen dem Südharz (westliche Flanke) und dem Südwestharz (südöstliche Flanke). Hier um diesen Berg herum gibt es einen Knick in der Streichung des südlichen Harzrandesː die relativ gerade Ost-Süd-Ost/West-Nord-West-Streichung des Südharzes und die Südost/Nordwest-Streichung des Südwestharz-Randes kommen hier zusammen, welche die besonders exponierte Lage unterstreichen.

## Naturräumliche Zuordnung und Landschaftsschutz
Der Ravensberg gehört in der naturräumlichen Haupteinheit Mittelharz zur Untereinheit Südlicher Mittelharz (380.80). Er liegt im Landschaftsschutzgebiet Harz (Landkreis Göttingen) (CDDA-Nr. 321403; 2000 ausgewiesen; 300,2 km² groß).

## Geologie
Der steil aufragende Kegel ist der Rest eines erloschenen Vulkans aus dem Erdzeitalter des Perm, das Hauptgestein ist relativ langsam verwitternder Rhyolith.

## Geschichte

### Berghof Ravensberg
Bereits 1845 redeten einige Sachsaer Bewohner und insbesondere Bürgermeister Scheidel dem Landwirt August Koolhaase zu, auf dem Ravensberggipfel ein Ausflugslokal zu bauen. Dieser errichtete 1848 die erste hölzerne Schutzhütte mit Milch- und Bierausschank.
1854 folgte dort die erste Gaststätte aus Stein mit einem 13 m hohen Aussichtsturm, der einen Blick zum Stöberhai, Wurmberg, Brocken und Kyffhäuser gewährte. Die Gaststätte wurde 1888 um ein hölzernes Obergeschoss erweitert und dieses mit Fremdenzimmern ausgebaut. Das Hotel Berghof Ravensberg wurde mehrfach umgebaut. Im Stil einer Bergbaude war es mit einer Brettverschalung verkleidet und ähnelte mit seiner Veranda und dem Aussichtsturm dem benachbarten Berghotel Stöberhai. Der Berghof brannte mitsamt Turm an Heiligabend 1962 vollständig nieder.
Die Familie des Besitzers Fritz Kühn hat daraufhin das heute noch bestehende Hotelgebäude in veränderter Form neu errichtet, das am 11. März 1964 eröffnet wurde. Auf den Neubau eines Aussichtsturmes wurde dabei verzichtet.
Im September 2009 wurde der Berghof von der Stadt Bad Sachsa erworben und ist damit erstmals nicht mehr in Familienbesitz.
Neben dem Berghof befindet sich das Tiergehege Berghof Ravensberg.

### Dreiherrenstein
Etwas unterhalb des Ravensberggipfels befindet sich an der Ravensbergstraße ein vermutlich aus dem 17. Jahrhundert stammender Dreiherrenstein, an dem bis 1866 im Rahmen eines Dreiländerecks das Königreich Preußen, das Königreich Hannover und das Herzogtum Braunschweig aneinandergrenzten.
Auf dem kleinen Grenzstein sind neben anderen Kennzeichen die ursprünglichen Grenzangaben in Form von Buchstaben bzw. römischen Ziffern zu erkennen: „S“ für Sachsa auf preußischer Seite, „FG“ für Fürstentum Grubenhagen, „L“ für Lauterberger Forst auf hannoverischer Seite und „W“ für Stiftsamt Walkenried (Kloster Walkenried) auf braunschweigischer Seite.

### Postagentur
1884 veranlasste der General-Postmeister Heinrich von Stephan, der während eines Urlaubs im Berghof Ravensberg wohnte und in der Umgebung jagte, die Einrichtung einer Postagentur auf dem Ravensberg, die 1914 geschlossen wurde.

### Kyffhäuser-Gedenkstein
Neben dem auf dem Ravensberggipfel befindlichen Berghof Ravensberg steht der „Kyffhäuser-Gedenkstein“ mit Metalltafel. Deren Inschrift verweist auf das „81 m“ hohe und „46.000 m“ ostsüdöstlich vom Gedenkstein zwischen „1890“ und „1896“ errichtete „Kyffhäuser-Denkmal“, das im thüringischen Kyffhäuserkreis im Kyffhäusergebirge steht. Am Sockel des Gedenksteins befinden sich diese Lettern: „Einigkeit und Recht und Freiheit“.

### Fernmeldeturm
Auf dem Ravensberg steht ein 64 m hoher, ehemaliger und im Volksmund auch Ravensbergturm genannter Aufklärungsturm, der 1970 erbaut wurde. Er diente während des Kalten Kriegs als Funkabhöranlage zum Abhören des militärischen Funkverkehrs in der DDR. Ein Nutzer des Turms war der Bundesnachrichtendienst (BND), der hier die Außenstelle LA 21 „Gipfelkreuz“ hatte, die als Außenstelle der Bundesstelle für Fernmeldestatistik getarnt war.
Heute werden die noch verbliebenen Antennenanlagen als Funkübertragungsstelle (FuÜSt) von der Deutschen Telekom genutzt. Seit dem 12. August 2021 versorgt der Fernmeldeturm den Südwestharz mit digitalem Hörfunk im DAB+-Standard.
Digitales Radio (DAB / DAB+):
Die Abstrahlung erfolgt in gemischter Polarisation im Gleichwellennetz (Single Frequency Network) mit anderen Sendern.
| Block                    | Programme (Datendienste) | ERP (kW) | Antennen- diagramm rund (ND)/ gerichtet (D) | Gleichwellennetz (SFN) |
| ------------------------ | --- | -------- | ------------------------------------------- | --- |
| 6C NDR NDS BS (D__00291) | DAB+ Block des Norddeutschen Rundfunks - NDR 1 NDS BS (Braunschweig) (104 kbps) - NDR 2 NDS (104 kbps) - NDR Kultur (104 kbps) - NDR Info NDS (104 kbps) - N-Joy (104 kbps) - NDR Blue (104 kbps) - NDR Schlager (104 kbps) - NDR Info Spezial (104 kbps) - NDR BWS (16 kbps) - ARD TPEG (16 kbps) | 2,5      | D                                           | Bad Sachsa (Ravensberg), Braunlage (Hohegeiss), Braunschweig (Drachenberg), Einbeck (Fuchshöhlenberg), Göttingen (Bovenden), Göttingen (Nikolausberg), Goslar (Sudmerberg), Hann. Münden/Tannenkamp, Holzminden-Neuhaus, Lügde-Rischenau (Köterberg), Salzgitter/Klein Flöthe, Staufenberg-Sichelnstein, Torfhaus, Uelzen, Wolfsburg (Klieversberg) (R) |

### Bauprojekt „Naturdorf“
Der Ravensberg soll in den nächsten Jahren zu einem Leuchtturmprojekt für der Landkreis Göttingen in Sachen Tourismus werden. 
Dazu wird auf dem Ravensberg ein „Naturdorf“ entstehen: Eine Siedlung von Tiny-Häusern mit insgesamt 75 Betten. Luxuriös ausgestattet mit eigener Sauna, Solaranlage und bodentiefen Fenstern. Auch die Ravensberg Baude soll umfangreich erneuert werden. Es wird zukünftig Ferienwohnungsbetrieb, Gastronomie und einen Trausaal geben. Hierzu unterzeichneten am 16. Dezember 2024 im Rathaus Bad Sachsa der Landrat des Landkreises Göttingen, Marcel Riethig (SPD) und der Bürgermeister der Stadt Bad Sachsa, Daniel Quade (FDP) einen Förderungsvertrag über 1,85 Millionen Euro. Vor allem geht es um den Bau von Strom- und Wasserleitungen sowie nachhaltige Maßnahmen im Bereich Energieversorgung.

## Freizeit

### Aussichtsmöglichkeit und Wandern
Der Blick reicht besonders weit nach Südosten (Goldene Aue, Kyffhäuser mit Kyffhäuserdenkmal, Windleite), Süden (Hainleite, Ohm, Dün) und Südwesten (Untereichsfeld mit Goldener Mark, Dün, Göttinger Wald, Hoher Meissner, Kaufunger Wald, Solling), wogegen die folgenden höher gelegenen Berge im Nordharz eine größere Weitsicht behindern, dazu gehören der Brocken, Wurmberg, Stöberhai und im Nordwesten der besonders niederschlagsreiche Höhenzug Auf dem Acker.
Der nahe dem Berggipfel befindliche Dreiherrenstein ist beliebter Durchgangspunkt von Wanderungen und Mountainbike-Touren. Über den Berg führt neben weiteren Wald- und Wanderwegen der Harzer Baudensteig.

### Wintersportgebiet
Das Wintersportgebiet auf dem Ravensberg ist mit einem Doppelschlepplift (298 m lang; 103 m Höhenunterschied) und zwei Einzelschleppliften (140 und 186 m lang; 33 und 55 m Höhenunterschied) und neun Skipisten mit insgesamt über 4 km Länge ausgestattet; die längste Piste ist 750 m und die kürzeste 220 m lang. Zweimal wöchentlich ist Nacht-Skilaufen möglich.
Unterhalb vom Parkplatz des Wintersportgebiets steht eine etwa 300 m lange Rodelbahn für Rodeln und Schlittenfahren zur Verfügung.
Über die Hochlagen des Berges führen die Südharzloipe, auf der man unter anderem den Stöberhai und Braunlage erreichen kann, und die Kaiserwegloipe.
Der Wintersportverein Bad Sachsa richtet jedes Frühjahr im Skizentrum Ravensberg ein Crossgolfturnier aus.

### Sehenswürdigkeiten
Am Katzenstein, an der Straße zum Ravensberg liegt der älteste Märchenpark Deutschlands, der 1910 errichtete Märchengrund und der Harzfalkenhof.

## Verkehr
Auf den Ravensberg führt die am Pädagogium Bad Sachsa auf etwa 350 m Höhe beginnende und etwa 3,5 km lange Ravensbergstraße, zu der man durch Bad Sachsa und vorbei am dortigen Vitalpark fahrend gelangt und die dann in Richtung Nordnordwesten durch Waldgebiete bis auf die Gipfelregion führt.
Mit der Bismarckstraße führt eine weitere Straße am Schmelzteich und dem Katzenstein vorbei zur Ravensbergstraße.